# Seraiki (llengua)
La llengua saraiki o seraiki és una llengua indoiraniana parlada al Pakistan i a l'Índia.

## Distribució geogràfica
Segons l'edició 2013 de l'Ethnologue, la llengua seraiki és parlada per 20 milions de persones al Paquistan (pel 10,53% de la seva població), al Panjab meridional i al Sindh septentrional. També es parla a l'Andhra Pradesh, Gujarat, Madhya Pradesh, Maharashtra, Panjab, Rajasthan, Uttar Pradesh i a Delhi.

## Classificació
Segons l'estàndard ISO 639 la llengua seraiki és un membre de la macrollengua lahnda (codi ISO 639-2 i ISO 639-2 lah)

## Sistema d'escriptura
L'escriptura utilitzada és l'alfabet urdú, que a la vegada deriva de l'alfabet àrab. Hi ha 42 lletres de les quals 37 són urdú i 5 lletres pròpies del seraiki.
Una manera per computar el seraiki és que també pot ser utilitzat per a altres idiomes com a dialecte estàndard del Panjabi i del Caixmir. L'escriptura Devanagari i Gurmukhi escrit d'esquerra a dreta l'usen les persones de religió Hindú i Sikh.